# Хапсироков, Хизир Хаджибекирович
Хизи́р Хаджибеки́рович Хапсиро́ков (18 марта 1930 — 9 октября 2013) — советский и российский писатель, педагог, прозаик, литературовед Карачаево-Черкесской Республики, доктор филологических наук (1970), профессор (1971). Заслуженный деятель науки РФ, действительный член Академии педагогических и социальных наук, член Союза писателей СССР и РФ.

## Биография
Служба в рядах Советской Армии (1952—1954).
В 1951 году окончил Черкесский учительский институт.
В 1955 году окончил Ставропольский государственный педагогический институт по специальности «русский язык и литература».
С 1957 по 1960 обучался в аспирантуре института мировой литературы АН СССР (Институт мировой литературы имени А. М. Горького РАН).

## Профессиональная деятельность
| 1948 | 1948 | Заведующий отделом пионеров Хабезского РК ВЛКСМ | ЧАО, а. Хабез       |
| 1948 | 1949 | Секретарь Хабезского РК ВЛКСМ | ЧАО, а. Хабез       |
| 1949 | 1951 | Студент Черкесского учительского института | ЧАО, г. Черкесск    |
| 1951 | 1952 | Помощник первого секретаря РК КПСС | ЧАО, а. Хабез       |
| 1952 | 1954 | Служба в рядах Советской Армии | Республика Польша   |
| 1952 | 1955 | Студент Ставропольского государственного педагогического института | г. Ставрополь       |
| 1954 | 1956 | Заведующий отделом пропаганды РК КПСС | ЧАО, а. Хабез       |
| 1956 | 1957 | Руководитель лекторской группы Обкома КПСС | ЧАО, г. Черкесск    |
| 1957 | 1960 | Аспирант института мировой литературы АН СССР | г. Москва           |
| 1960 | 1961 | Научный сотрудник института мировой литературы АН СССР | г. Москва           |
| 1961 | 1962 | Заведующий домом политического просвещения Карачаево-Черкесского обкома КПСС                                                                                                 | КЧАО, г. Черкесск   |
| 1962 | 1964 | Старший преподаватель, доцент Карачаево-Черкесского педагогического института (КЧГПИ)                                                                                        | КЧАО, г. Карачаевск |
| 1964 | 1987 | Заведующий кафедрой русской и зарубежной литературы КЧГПИ | КЧАО, г. Карачаевск |
| 1987 | 1990 | Профессор кафедры русской и зарубежной литературы КЧГПИ | КЧАО, г. Карачаевск |
| 1990 | 2004 | Заведующий кафедрой русского языка и литературы Карачаево-Черкесского республиканского института повышения квалификации работников образования (ИПКРО)                       | КЧР, г. Черкесск    |
| 2004 | 2006 | Директор Карачаево-Черкесского ордена «Знак Почета» института гуманитарных исследований                                                                                      | КЧР, г. Черкесск    |
| 2006 | 2013 | Главный редактор информационно-аналитического еженедельника «Кавказские новости», ежеквартального литературно-художественного и общественно-политического журнала «Черкесия» | КЧР, г. Черкесск    |

## Достижения, научно-исследовательская работа
Первый в истории своего народа доктор филологических наук, профессор, является одним из основоположников черкесского (адыгского) литературоведения.
Хапсироков более сорока лет своей жизни посвятил преподавательской деятельности. Значителен его вклад в подготовку научно-педагогических кадров для Северо-Кавказского региона. Бывшие студенты, аспиранты учителя русского и родных языков Карачаево-Черкесии работают ныне в различных вузах, школах, научно-исследовательских учреждениях Южного и Северо-Кавказского федеральных округов.
Как учёный профессор Хапсироков внес большой вклад в развитие актуальных проблем литературы народов Российской Федерации, его деятельность составила важный этап в развитии науки и культуры адыгских народов.
Хапсироков первым обратился к методу комплексного исследования адыгских литератур.
Кандидатская диссертация «Национальное своеобразие адыгских литератур» (1960) и докторская диссертация «От фольклора к литературе» (1970), обозначили новое направление в литературоведении народов Северного Кавказа, в частности адыгских народов (адыгейцев, кабардинцев и черкесов), положили начало комплексному изучению литератур генетически родственных народов. Это направление принято научной общественностью и плодотворно развивается.
Его научные труды начали выходить в 50-х годах XX века. Они заложили основу направления комплексного исследования адыгских литератур, о плодотворности которого говорит и тот факт, что к процессу привлечена и литература адыгского (черкесского) зарубежья. Всё это служило консолидации этноса и развитию его художественной культуры.
Несколько сотен изданных Хапсироковым трудов отличает взвешенный, научно-объективный подход к изучению литератур ранее бесписьменных народов Северо-Кавказского региона, многоаспектный научный анализ истоков дружбы и добрососедства народов России. Научно-исследовательские работы и публицистические произведения профессора Хапсирокова используются при подготовке учебников и учебных пособий по литературе народов РФ, популярны у широкого круга читателей и учащейся молодежи Карачаево-Черкесии, Кабардино-Балкарии, Адыгеи.
Учёные, педагоги, студенты и сегодня пользуются его книгой «Отражение дружбы черкесского и русского народов в художественной литературе», где профессор подошел к предмету изучения с диалектических позиций, связав национальную самобытность с национальным характером, с географической средой, с реальной жизнью народа и его взглядами. В своей новой книге он доказал, что русско-черкесские литературные связи и взаимное влияние прослеживаются ещё со времён Пушкина. Проф. Хапсироков считал, что именно русские писатели воспели Кавказ, а русские переводчики донесли до мира произведения знаменитых и любимых в нашей стране кавказских авторов.
«Советская власть, — говорил Хапсироков, — была далеко не плоха, и одним из её достижений было то, что при ней малые народы смогли почувствовать себя не племенем, а цивилизованными гражданами. Нельзя забывать и о том, что советская власть принесла на Кавказ всеобщую грамотность, был создан алфавит, появились национальные издательства, театры, газеты, союзы писателей, фольклорно-этнографические коллективы. На сохранение и развитие национальных языков и культур выделялись немалые деньги. Взаимоотношения с русским народом были просто прекрасными. А ведь культура, искусство играют в объединении и сплочении очень большую роль. Возьмём, к примеру, Шекспира. Почему он известен всему миру? Через его книги люди любой национальности воспринимают англичан как ближайших соседей, про которых всё знаешь. Для нас, кавказцев, такие „объединители“ — Достоевский, Тургенев, Чехов, Толстой, Пушкин и Лермонтов. Для нас они — боги, все мы выросли на их творчестве. И здесь важно понимать, что если народы и могут враждовать, поэты и писатели враждовать не будут никогда, они могут только объединять».
Хапсироков создал немало трудов, среди которых основополагающие научные исследования по проблемам становления и развития не только адыгских, но и других народов Карачаево-Черкесии, Северного Кавказа в русле российской государственности. Он опубликовал серию оригинальных работ, посвященных проблемам истоков литератур младописьменных народов Северного Кавказа, братству народов и братству литератур, проблемам мастерства творчества черкесских писателей. Примером тому являются изданные им монографии: «Отражение дружбы черкесского и русского народов в художественной литературе», «Истоки черкесской литературы», «Восхождение: творческий путь Алима Кешокова», «Жизнь и литература», «Пути развития адыгских литератур», «О национальном своеобразии литератур адыгских народов» и многие другие.
Профессор Хапсироков известен не только в научных, но и в творческих кругах как мастер художественного слова. Повести и романы «Ночь в горах» /1966/, «Гуча» /1980/, «След на земле» /1989/ посвящены событиям, происходившим в регионе в годы Великой Отечественной войны, раскрывают истоки исторического и межкультурного взаимодействия народов России. Все его произведения объединяет стремление автора отразить национальный характер адыгов, для чего он часто обращался к событиям давно минувших дней. Для художественных произведений писателя характерны историзм, философский подход к осмыслению межкультурной коммуникации, новизна художественных приёмов и опора на устно-поэтические традиции черкесского народа, яркая образность.
Содержательные лекции профессора Хапсирокова (в том числе курс лекций в университетах Польши (1982) по теории литературы и русской классической литературе XIX века вызывали неподдельный интерес студентов, они оживлялись его личными изысканиями о связях А. Пушкина, М. Лермонтова, Л. Толстого, Бестужева-Марлинского с Кавказом, с черкесскими русскоязычными писателями — просветителями XIX века. Эта тема освещена в монографии автора «А. С. Пушкин и Черкесия», вызвавшей интерес критики и читателей.
Хапсироков работал до последних дней: писал книги, статьи, руководил журналом «Черкесия». И до последнего дня считал, что ещё многого не написал и о многом не сказал. Его называли патриархом северокавказской словесности. Его имя, крупного ученого-литературоведа, заслуженного деятеля науки РФ, доктора филологических наук, профессора, писателя, общественного деятеля, было известно не только в его родной Карачаево-Черкесии, но и на всем Северном Кавказе. Его научные труды стали во многом методологической основой исследования литератур региона (Кабардино-Балкарии, Карачаево-Черкесии, Адыгеи), на них ссылались десятки ученых, занимавшихся проблемами развития литературы народов России.
Хапсироков — заслуженный деятель науки РФ. Был награждён Указами Президента РФ несколькими орденами, в том числе и орденом «За заслуги перед Отечеством». Награждён Указом Президента РФ за многолетнюю плодотворную работу и большой вклад в укрепление дружбы и сотрудничества между народами орденом «Дружбы».
В последние годы жизни Хапсироков много внимания уделял общественной деятельности. В целях консолидации адыгского этноса, сохранения и развития языка, традиций, науки он издавал журнал «Черкесия» и газету «Кавказские новости». Сам он называл себя «обломком прошлых поколений», но его самого земляки считали и всегда будут считать целой эпохой, явлением в адыгской литературе и культуре.

## Труды
Автор более 100 научных трудов, монографий и статей в научных журналах. Среди известных отдельных изданий и художественных произведений:
- «Отражение дружбы черкесского и русского народов в художественной литературе» (1957);
- «О национальном своеобразии литератур адыгских народов» (1957);
- «Некоторые вопросы развития адыгских литератур» (1968);
- «Пути развития адыгских литератур» (1968);
- «Наш Абдулах» (1969);
- «Истоки черкесской литературы» (1973);
- «Ночь в горах» (1975);
- «Туча» (1980);
- «След на земле» (1989);
- «Черкесский фольклор. Черкесская литература дооктябрьского периода» (1990);
- «Черкесская Советская литература» (1992);
- «Сефер-бей» (1995);
- «Литература и жизнь» (2000);
- «Восхождение» (2000).

## Награды, почётные дипломы и титулы
- Почетное звание «Заслуженный деятель науки Российской Федерации» (31 декабря 1992) - за заслуги в научной деятельности
- Почетное звание «Заслуженный деятель науки Республики Адыгея» (2000)
- Орден Дружбы (2001) — за многолетнюю плодотворную работу и большой вклад в укрепление дружбы и сотрудничества между народами[1]
- Медаль К. Д. Ушинского «За заслуги в области педагогических наук» (2003)
- Почетное звание «Заслуженный деятель науки Кабардино-Балкарской Республики» (2005)
- Орден «За заслуги перед Отечеством» IV степени (2005) — за большие заслуги в научной и педагогической деятельности[2]
- Медаль «Слава Адыгеи» (2009)
- Орден «За заслуги перед Отечеством» III степени (2010) — за большие заслуги в области культуры, печати, телерадиовещания и многолетнюю плодотворную творческую деятельность[3]

## Память
В 2023 году Карачаево-Черкесскому институту гуманитарных исследований было присвоено имя Хапсирокова.

## Семья
Сын — Крым-Гери (Назир) Хизирович Хапсироков (1952—2011), известный в среде высокопоставленных чиновников органов власти, бизнесменов, а также в преступных кругах как Хапс, — российский государственный и общественный деятель. Родился в ауле Хабез, с 1976 года — второй секретарь Карачаевского райкома комсомола, затем инструктор райкома КПСС. Был директором бытового комбината, кинотеатра. С 1984 года работал в управлении строительства тепличного комбината «Южный» Главмоспромстроя. В начале 1990-х годов руководил АО «Южное», компанией «Югинвест». С 1994 по 2000 год — начальник управления делами Генеральной прокуратуры РФ. Затем перешёл на работу в Международный промышленный банк Сергея Пугачёва. С начала 2001 года до смерти в ноябре 2011 года — помощник главы администрации президента РФ, совладелец Моснацбанка.
Внуки Мурат (род. 1978), политик, и Унгар (род. 1985).